# ستيف إنجلهارت
ستيف إنجلهارت (بالإنجليزية: Steve Englehart)‏‏ (22 أبريل 1947 في إنديانابوليس - ) فنان قصص مصورة، وكاتب، وروائي من الولايات المتحدة.

## الجوائز
- جائزة إنكبوت

## روابط خارجية
- ستيف إنجلهارت على موقع IMDb (الإنجليزية)
- ستيف إنجلهارت على موقع قاعدة بيانات الفيلم (الإنجليزية)
- ستيف إنجلهارت على موقع كينوبويسك (الروسية)